# Badminton (Wales)
Badminton ist eine Community in der walisischen Principal Area Blaenau Gwent County Borough, die beim Zensus 2011 3.110 Einwohner hatte. Sie gehört zu der Stadt Ebbw Vale.

## Geschichte
Die Community Badminton wurde 2010 im Rahmen der The Blaenau Gwent (Communities) Order 2010 gebildet, als die Community Beaufort in drei Teile aufgeteilt: Badminton, Beaufort und Rassau. Badminton bildet dabei den südlichen Teil des ehemaligen Gebiets von Beaufort, grenzt also an die anderen beiden Teile im Norden sowie an die Community Ebbw Vale North im Süden. Im Westen dagegen grenzt Badminton an die Community Tredegar und im Osten an die Community Nantyglo and Blaina. Badminton umfasst die Siedlungen Glyncoed und Newchurch und wird unter anderem von der College Road von Norden nach Süden und von der Bryn-serth Road von Nordwesten nach Süden durchquert. Die Community und der Ward Badminton sind deckungsgleich. Badminton liegt dabei im Nordteil der Stadt Ebbw Vale.

## Bauwerke
Im Gebiet der Community existiert ein in die Statutory List of Buildings of Special Architectural or Historic Interest aufgenommenes Gebäude: Das 1842 in Newchurch errichtete Church House wurde 1999 in die Liste aufgenommen, da es ein „gut konzipiertes und konstruiertes Gebäude des 19. Jahrhunderts ist, das seinen Charakter bewahrt hat.“

## Politik
Badminton entsendet zwei Vertreter in das County Borough Council von Blaenau Gwent, die nach der letzten Wahl 2017 beide unabhängige Kandidaten waren.